# Stillington (Yorkshire du Nord)
Stillington est un village et une paroisse civile du Yorkshire du Nord, en Angleterre.